# Dolce Vita (singel Krambambuli)
Dolce Vita – singel internetowy białoruskiego zespołu rockowego Krambambula, opublikowany 10 grudnia 2007 roku na portalu Tut.by.

## Lista utworów
| Nr | Tytuł utworu                                      | Długość |
| -- | ------------------------------------------------- | ------- |
| 1. | „Dolce vita” (rock version)                       | 3:17    |
| 2. | „Dolce vita” (pop version)                        | 3:23    |
| 3. | „Dolce vita” (rap version feat. Gorodskaja toska) | 2:53    |
| 4. | „Dolce vita” (extended pop version)               | 5:16    |
|    |                                                   | 14:49   |

## Twórcy
- Lawon Wolski – wokal, gitara
- Siarhiej Kananowicz – gitara
- Uładzisłau Pluszczau – gitara basowa
- Alaksandr Chaukin – skrzypce, klawisze
- Radasłau Sasnoucau – trąbka
- Kastuś Karpowicz – puzon
- Mikoła Biełanowicz – perkusja
- Sanycz – rap (utwór 3)[2]